# Río Sarca
El río Sarca  es un importante río de la Italia septentrional, último afluente por la izquierda del Po, que atraviesa el Trentino-Alto Adigio, el Véneto y la Lombardía. Surge en los montes Adamello-Presanella en los Alpes italianos y fluye al lago de Garda. Cuando sale del lago como emisario pasa a ser conocido con el nombre de Mincio. (El sistema fluvial Sarca – lago de Garda – río Mincio tiene una longitud de 194 km: el Sarca, 77 km; el lago de Garda, 41 km; y el propio Mincio, 75 km).
El río es poco profundo y fluye rápidamente, pasando por el Val di Genova, formando una serie de cascadas, de las que Cascina Muta y Saft dei Can son las más conocidas. Antes de llegar a Val Rendena, parte de su agua es llevada a una central hidroeléctrica. Luego fluye cada vez de manera menos tempestuosa. Los principales lugares en el río incluyen Carisolo, Pinzolo, Tione di Trento, Le Sarche, Ponte Arche y Ragoli.